# Haunted Chocolatier
Haunted Chocolatier (укр. Переслідуваний привидами шоколатьє) — майбутня комп'ютерна відеогра-інді в жанрі симулятора кондитерської крамниці від ConcernedApe, розробника відомої відеогри Stardew Valley.

## Ігровий процес
Haunted Chocolatier — це симуляційна відеогра з елементами рольового бойовика. Персонаж гравця керує кондитерською. Гравець збирає інгредієнти для виготовлення шоколадних цукерок, а також взаємодіє з місцевими жителями та привидами. Гравець може заводити романтичні стосунки з неігровими персонажами та налаштовувати планування своєї крамниці.
У бою гравець може використовувати зброю та щити, щоб блокувати та відбивати атаки.

## Розробка
Ерік Бароні під ніком ConcernedApe почав розробляти Haunted Chocolatier у 2020 році. Після свого інді-хіта Stardew Valley Бароні запланував подібний сольний процес розробки, в якому він буде робити все самостійно. Він анонсував гру з трейлером у жовтні 2021 року та запустив промосайт. Бароні паралельно співпрацює над іншою неанонсованою грою.
Haunted Chocolatier і Stardew Valley мають схожий піксельний стиль і, як очікується, мають певний зв'язок. Попри похмуру тематику Haunted Chocolatier, таку як фортеця з привидами, він хотів, щоб гра була «підбадьорливою і життєствердною» і не вважає тематику негативною.
Haunted Chocolatier спочатку планується випустити на ПК, хоча розробник зацікавлений і в інших платформах. Гра не має встановленої дати релізу.